# Jabari Bird
Jabari Carl Bird (* 3. Juli 1994 in Walnut Creek, Kalifornien) ist ein US-amerikanischer Basketballspieler, der aktuell als Free Agent vereinslos ist und zuletzt bei den Boston Celtics in der NBA unter Vertrag stand.

## College
Bird spielte vier Jahre lang an der University of California für die California Golden Bears. Insgesamt kam er in 114 Spielen zum Einsatz und erzielte für das Team im Schnitt 10,8 Punkte, 3,3 Rebounds und 1,2 Assists.

## NBA
Bei der NBA-Draft 2017 wurde Bird von den Boston Celtics an 56. Stelle ausgewählt. Bei den Celtics unterschrieb er einen Zweiwegevertrag, welcher ihm ermöglichte Spielpraxis beim NBA-G-League-Team Maine Red Claws zu sammeln und bis zu 45 Tage im Kader der Celtics zu stehen. In der G-League spielte Bird in 20 Spielen und erzielte 19,3 Punkte sowie 5,8 Rebounds und 2,7 Assists im Schnitt. Sein NBA-Debüt feierte Bird am 20. Oktober 2017 beim Spiel gegen die Philadelphia 76ers. Insgesamt kam er in seiner Rookie-Saison (2017) in 13 Spielen für die Celtics zum Einsatz und konnte hierbei 3,0 Punkte und 1,5 Rebounds im Schnitt auflegen. Sein bestes Spiel in seiner ersten Saison hatte Bird gegen die Chicago Bulls, ihm gelangen 15 Punkte, 3 Rebounds, 3 Assists, 1 Block und 1 Steal. Nach der Saison unterschrieb Bird bei den Celtics einen Zweijahresvertrag über 3 Millionen US-Dollar. Noch vor dem Start der Saison NBA 2018/19 wurde Bird von der Polizei verhaftet, ihm wird vorgeworfen eine Person angegriffen und gewürgt zu haben. Schon vor dem Vorfall soll Bird in medizinischer Behandlung aufgrund mentaler Probleme gewesen sein. Die Atlanta Hawks sicherten sich in einem Trade mit den Celtics Anfang des Jahres 2019 gegen Geld die Rechte an Bird. Die Hawks entließen Bird allerdings nach dem Trade direkt wieder, um Geld zu sparen, sodass Bird aktuell Free Agent ist.

## Familie
Auch Jabari Birds Vater Carl Bird spielte Basketball für die California Golden Bears. Bei dem NBA Draft 1976 wurde dieser an 86. Stelle von den Golden State Warriors ausgewählt, kam aber auf keine Einsätze in der NBA.